# 环游世界八十天 (2004年电影)
《环游世界八十天》（英語：Around the World in 80 Days），2004年的喜剧冒险题材的电影，改编自儒勒·凡尔纳的同名小说八十天環遊世界。由著名影星史提夫·庫甘、成龙、西西莉·迪·法蘭斯等人主演。影片背景设在十九世纪的英国，情节围绕一位古怪的发明家菲利·福克（史提夫·庫甘）试图80天内环游世界展开。在旅途中，他得到了他的中国仆人路路通（成龍饰）的大力帮助。
本片在2004年6月16日於美國上映，發行後口碑與票房雙敗，還因為票房失利成為票房炸彈。

## 劇情
在1890年，劉新（成龍飾）為了返回中國，以便護送歸還一尊家鄉失竊、價值珍貴的玉佛，而找上了倫敦的發明家菲利·福克（史提夫·庫甘飾）。這位英國紳士被視為瘋子、性情古怪，因為他竟然將自己所有的財富、事業和名譽押在一場豪賭：他誇下海口，承諾將在80天內，完成環遊世界的壯舉。在當時的情況下，這幾乎是不可能辦到的事。一位年輕貌美的的法國女畫家（西西莉·迪·法蘭斯飾）為尋回靈感，也說服他們、加入了冒險行列，後來甚至愛上了菲利·福克。
此行的最大障礙，來自英國皇家科學院的院長卡文公爵（吉姆·布洛班特飾），他是參與賭注的另一方，為確保自己獲勝、不會丟掉頭銜，他派出探員費克斯（艾文·布萊納飾）一路跟蹤、屢加阻撓。但由於擔任侍從的路路通實在太厲害，這位笨拙的探員反遭修理，平添許多笑料。
從倫敦到巴黎、伊斯坦堡、印度、中國，再越過太平洋抵達新建立的美國，這一群人搭乘熱氣球和自製飛行器，以堅定的意志展開一波又一波的冒險，克服了無數的自然和人為障礙，於是，世界各地的名勝風光、奇風異俗，一一展現在觀眾眼前。

## 演員
- 台灣中文配音於LS TIME龍祥時代電影台播映

| 角色                     | 演員             | 台灣配音 |
| ------------------------ | ---------------- | -------- |
| 劉興 / 帕斯‧巴德(萬事通) | 成龍             | 林協忠   |
| 菲利·福克                | 史提夫·庫甘      | 官志宏   |
| 法國女畫家 / 茉莉‧拉蘿   | 西西莉·迪·法蘭斯 | 石采薇   |
| 卡文公爵                 | 吉姆·布洛班特    | 陳幼文   |
| 維多利亞女王             | 凱西·貝茲        | 陶敏嫻   |
| 哈比王子                 | 阿諾史瓦辛格     | 陳幼文   |
| 維爾伯·萊特              | 歐文威爾森       | 何志威   |
| 奧維爾·萊特              | 盧克·威爾遜      | 蔣鐵城   |
| 舊金山流浪漢             | 勞勃許奈德       | 何志威   |
| 探員費克斯               | 艾文·布萊納      | 何志威   |
| 廣東十虎之一             | 原子鏸           |          |
| 黃飛鴻                   | 洪金寶           | 陳幼文   |
| 白眉                     | 吳彥祖           | 蔣鐵城   |
| 方將軍                   | 莫文蔚           | 陶敏嫻   |
| 蠍子幫女打手             | Maggie Q         | 陶敏嫻   |
| 蒸汽船船長               | 馬克·阿迪        | 馬伯強   |
| Grizzled Sargent         | 約翰克里斯       |          |
| Colonel Kitchner         | 伊恩·麥克內斯    |          |

## 評價
許多影評家給《環遊世界八十天》的評價不太好，從許多總結上來看，在爛番茄，網友只給他31%的好評價和Metacritic也只給他49%不高的好評價，電影被批評脫離小說的架構而建立在一個奇怪的喜劇上，如果不是喜劇的關係，該片可能一文不值。
尽管该片有多位影视巨星加盟，但是该片票房未如理想，全球票房仅72,178,895美元（该片预算为110,000,000美元）。被視為票房炸彈。

## 主題曲
在日本播映後由日本知名歌星倖田來未所演唱＂It`s a small world＂作為該片主題曲。